# Eupeodes lucasi
Eupeodes lucasi is een vliegensoort uit de familie van de zweefvliegen (Syrphidae). De wetenschappelijke naam van de soort is voor het eerst geldig gepubliceerd in 1983 door Garcia & Laska.